# Wahlbezirk Österreich unter der Enns 50
Der Wahlbezirk Österreich unter der Enns 50 war ein Wahlkreis für die Wahlen zum Abgeordnetenhaus im österreichischen Kronland Österreich unter der Enns. Der Wahlbezirk wurde 1907 mit der Einführung der Reichsratswahlordnung geschaffen und bestand bis zum Zusammenbruch der Habsburgermonarchie.

## Geschichte
Nachdem der Reichsrat im Herbst 1906 das allgemeine, gleiche, geheime und direkte Männerwahlrecht beschlossen hatte, wurde mit 26. Jänner 1907 die große Wahlrechtsreform durch Sanktionierung von Kaiser Franz Joseph I. gültig. Mit der neuen Reichsratswahlordnung schuf man insgesamt 516 Wahlbezirke, wobei mit Ausnahme Galiziens in jedem Wahlbezirk ein Abgeordneter im Zuge der Reichsratswahl gewählt wurde. Der Abgeordnete musst sich dabei im ersten Wahlgang oder in einer Stichwahl mit absoluter Mehrheit durchsetzen. Der Wahlkreis Österreich unter der Enns 50 umfasste die Gerichtsbezirke Neunkirchen, Gloggnitz, Aspang und Kirchschlag, wobei die den Wahlbezirk 42 bildenden Gemeinden Neunkirchen, Dunkelstein, St. Johann am Steinfelde, Pitten, Puchberg am Schneeberg, Rohrbach am Steinfelde (alle Gerichtsbezirk Neunkirchen) bzw. Buchbach, Gloggnitz, Pottschach, Reichenau, Wimpassing (alle Gerichtsbezirk Gloggnitz) vom Wahlbezirk ausgenommen waren.
Aus der Reichsratswahl 1907 ging Rudolf Gruber (Christlichsoziale Partei) mit 80 Prozent der Stimmen im ersten Wahlgang als Sieger hervor. Gruber konnte sein Mandat bei der Reichsratswahl 1911 mit 76 Prozent erfolgreich verteidigen. Das zweitbeste Ergebnis im Wahlkreis erreichte jeweils der Sozialdemokrat Anton Ofenböck, der auf 18 bzw. 21 Prozent der Stimmen kam.

## Wahlen

### Reichsratswahl 1907
Die Reichsratswahl 1907 wurde am 14. Mai 1907 (erster Wahlgang) durchgeführt. Die Stichwahl entfiel auf Grund der absoluten Mehrheit von Gruber im ersten Wahlgang.
| Kandidat                                                                       | Partei                             | Wahlkreis- stimmen | Stimmen- anteil |
| ------------------------------------------------------------------------------ | ---------------------------------- | ------------------ | --------------- |
| Rudolf Gruber                                                                  | Christlichsoziale Partei           | 7742               | 80,2 %          |
| Anton Ofenböck                                                                 | Sozialdemokratische Arbeiterpartei | 1751               | 18,1 %          |
| Sonstige                                                                       |                                    | 157                | 1,6 %           |
| Wahlberechtigte: 10.355, Ungültige/Leere Stimmen: 261, Wahlbeteiligung: 95,7 % |                                    |                    |                 |

### Reichsratswahl 1911
Die Reichsratswahl 1911 wurde am 13. Juni 1911 (erster Wahlgang) durchgeführt. Die Stichwahl entfiel auf Grund der absoluten Mehrheit von Gruber im ersten Wahlgang.
| Kandidat                                                                       | Partei                             | Wahlkreis- stimmen | Stimmen- anteil |
| ------------------------------------------------------------------------------ | ---------------------------------- | ------------------ | --------------- |
| Rudolf Gruber                                                                  | Christlichsoziale Partei           | 6986               | 76,1 %          |
| Anton Ofenböck                                                                 | Sozialdemokratische Arbeiterpartei | 1880               | 20,5 %          |
|                                                                                | Christlichsozialer Kandidat        | 27                 | 0,3 %           |
| Sonstige                                                                       |                                    | 287                | 3,1 %           |
| Wahlberechtigte: 10.554, Ungültige/Leere Stimmen: 827, Wahlbeteiligung: 94,8 % |                                    |                    |                 |